# Tommy Øren
Tommy Øren (født 10. maj 1980 i Årdalstangen, Norge) er en norsk tidligere fodboldspiller (angriber).
Øren spillede størstedelen af sin karriere hos Sogndal, og tilbragte også fire år hos HamKam i Hamar. Han spillede desuden én kamp for det norske landshold, en venskabskamp mod Sydkorea i januar 2001.